# Agalloch
Agalloch er et amerikansk dark folk metal-band, stiftet i 1995 i Portland, Oregon, omend tre af de fire stiftende medlemmer oprindeligt er fra Montana[kilde mangler].

## Musikalsk stil
Agalloch spiller en progressiv og avant-garde form for folk metal som strækker sig over en række forskellige tendenser, såsom neofolk, post-rock, black metal og doom metal. Deres musik bliver også beskrevet som "dark metal",[kilde mangler] for at separere dem fra den hovedsageligt satanistiske black metal-genre.
Et af de utraditionelle instrumenter som Agalloch er blevet kendt for at bruge er et hjortekranie. I sangen "The Lodge" slår John Haughm hjortekraniet for at skabe en usædvanlig klikkende lyd.
I et interview fra 1999 med Jason William Walton og John Haughm blev Katatonia, Ulver, The 3rd and the Mortal, Swans og Godspeed You! Black Emperor nævnt som inspirationskilder.

## Medlemmer
- John Haughm – vokal, guitar, trommer (1996-2004)
- Don Anderson – guitar, piano, støttevokal
- Jason William Walton – bas
- Aesop Dekker – trommer

### Tidligere medlemmer
- Chris Greene – trommer (2004-2007)
- Shane Breyer – keyboards

## Diskografi

### Studiealbum
- 1999: Pale Folklore
- 2002: The Mantle
- 2006: Ashes Against the Grain
- 2010: Marrow of the Spirit
- 2014: The Serpent & the Sphere

### Ep'er
- 2001: Of Stone, Wind and Pillor
- 2003: Tomorrow will Never Come
- 2004: The Grey
- 2008: The White
- 2012: Faustian Echoes

### Splits
- 2004: Agalloch / Nest (med Nest)

### Opsamlingsalbum
- 2008: The Demonstration Archive: 1996-1998
- 2010: The Compendium Archive
- 2011: Whitedivisiongrey

### Bokssæt
- 2010: The Wooden Box

### Dvd'er
- 2009: The Silence of Forgotten Landscapes

### Demoer
- 1997: From Which of this Oak
- 1998: Promo 1998